# The Lady in My Life
"The Lady in My Life" er en sang fra Michael Jacksons album Thriller fra 1983. Sangen er den sidste på tracklisten.
Sangen handler om udødelig kærlighed ("Even when we're old and gray, I will love you more each day") og hvordan denne kvinde er hele verden for Michael ("You're every wonder in this world to me")